# Carlinhos Paulista
Carlos Augusto Rodrigues, detto Carlinhos Paulista (Campinas, 5 dicembre 1974), è un ex calciatore brasiliano, di ruolo difensore.

## Caratteristiche tecniche
Giocava come difensore, ricoprendo il ruolo di centrale.

## Carriera

### Club
Iniziò a giocare a calcio con la società della sua città natale, il Guarani, nelle cui giovanili vinse una Copa São Paulo de Futebol Júnior, massima competizione Under-20 brasiliana. Spinto da tale risultato fece il suo debutto in Série A il 24 settembre 1995 contro il Juventude all'Estádio Brinco de Ouro, giocando da titolare. In quel torneo ottenne 14 gettoni, senza alcun gol all'attivo. Nel 1996 fu ceduto proprio al Juventude, con cui scese in campo per otto volte, figurando sovente nell'undici iniziale. Dopo un periodo alla Juventus di San Paolo, Carlinhos espatriò, firmando per il Waldhof Mannheim, compagine tedesca. In Regionalliga Carlinhos giocò per nove incontri, andando a segno una volta. Lasciata l'Europa, si accasò al Figueirense, società con cui vinse il primo titolo a livello professionistico, il campionato dello Stato di Santa Catarina. Nel 2000 tornò a disputare partite in Série A, dopo aver militato in Campeonato Brasileiro Série C con il Figueirense. Difatti, giocò la Copa João Havelange nelle file del Bahia, mettendo a referto 13 presenze. Dopo il Campeonato Brasileiro Série A 2001 tornò al Figueirense, nel frattempo promossa in massima serie, giocandovi per una stagione, quella del 2002. Alternò nuovamente Bahia e Figueirense, e nel 2004 tornò alla società dove aveva iniziato la carriera, il Guarani. L'annata vide Carlinhos scendere in campo con regolarità, assommando a fine campionato diciotto presenze. Passato al Santa Cruz di Recife, vi giocò tre incontri di Série A. Iniziò poi a militare in serie minori, prendendo parte alla Série B 2008 con il Vila Nova. Nel 2010 fu messo sotto contratto dal Red Bull Brasil, partecipante alla quarta divisione del Campionato Paulista; con tale squadra vinse sia la quarta che la terza serie del torneo statale, rescindendo poi il contratto durante la stagione 2011 in Série A2.

### Nazionale
Nel 1995 fu convocato da Pupo Gimenez, CT della selezione olimpica, per prendere parte ai Giochi panamericani. Carlinhos Paulista debuttò il 2 marzo contro l'Uruguay in occasione della Coppa Mercosur. Ai Giochi panamericani il difensore fu titolare della squadra per tre incontri. Il 20 dicembre 1995 fece il suo esordio in Nazionale maggiore, affrontando in amichevole a Manaus la Colombia: subentrò ad Alexandre Lopes al 64º minuto. Sempre con la selezione A, Carlinhos prese parte alla CONCACAF Gold Cup 1996, giocando al centro della difesa in tutti e quattro gli incontri, sempre da titolare. Partecipò poi, con la Nazionale olimpica, al Torneo Pre-Olimpico CONMEBOL del 1996, vincendolo.

## Palmarès

### Club

#### Competizioni giovanili
- Copa São Paulo de Futebol Júnior: 1

Guarani: 1994

#### Competizioni nazionali
- Campionato Catarinense: 2

Figueirense: 1999, 2002
- Campionato Baiano: 1

Bahia: 2001
- Campionato Pernambucano: 1

Santa Cruz: 2005
- Campionato Alagoano: 1

Coruripe: 2007
- Campeonato Paulista Série B: 1

Red Bull Brasil: 2009
- Campeonato Paulista Série A3: 1

Red Bull Brasil: 2010

### Nazionale
- Torneo Pre-Olimpico CONMEBOL: 1

1996